# Massacro di Barrios Altos
Il massacro di Barrios Altos è un attacco armato che ha avuto luogo il 3 novembre 1991, durante il governo di Alberto Fujimori. La strage è stata perpetuata dal Grupo Colina (squadrone della morte capitanato da Santiago Martin Rivas) ai danni di 19 civili. 15 persone hanno perso la vita (compreso un bambino di 8 anni); altre quattro sono state ferite gravemente, di cui uno è rimasto paralizzato. Nel quartiere popolare di Barrios Alto, sei individui incappucciati e armati di fucile hanno fatto irruzione durante una festa in Jirón Huanta n. 840 ed hanno sparato a bruciapelo senza alcuna spiegazione. Il movente è il seguente: le vittime erano state erroneamente identificate come membri del gruppo terroristico Sendero Luminoso; fu l'allora presidente Fujumori a dare indicazione a Vladimiro Montesinos di ordinare il massacro.
Simbolo dei crimini contro l'umanità perpetrati dal dittatore peruviano, il massacro di Barrios Alto sarà citato nel 2003 dal governo peruviano, nella richiesta di estradizione al Giappone. Alberto Fujimori, infatti, per sfuggire al processo con l'accusa di corruzione e genocidio, si rifugiò in Giappone, paese natio dei suoi genitori, che rifiutò l'estradizione; fu arrestato nel 2005 ed estradato mentre compiva una visita in Cile; il 7 aprile 2009 è stato condannato a 25 anni di carcere. Per questo massacro l'imputazione fu di aver costituito il Gruppo, di favoreggiamento personale verso i suoi membri e responsabilità indiretta come Capo di Stato, mentre per il massacro di La Cantuta fu condannato come uno dei mandanti.